# Systém na čipu

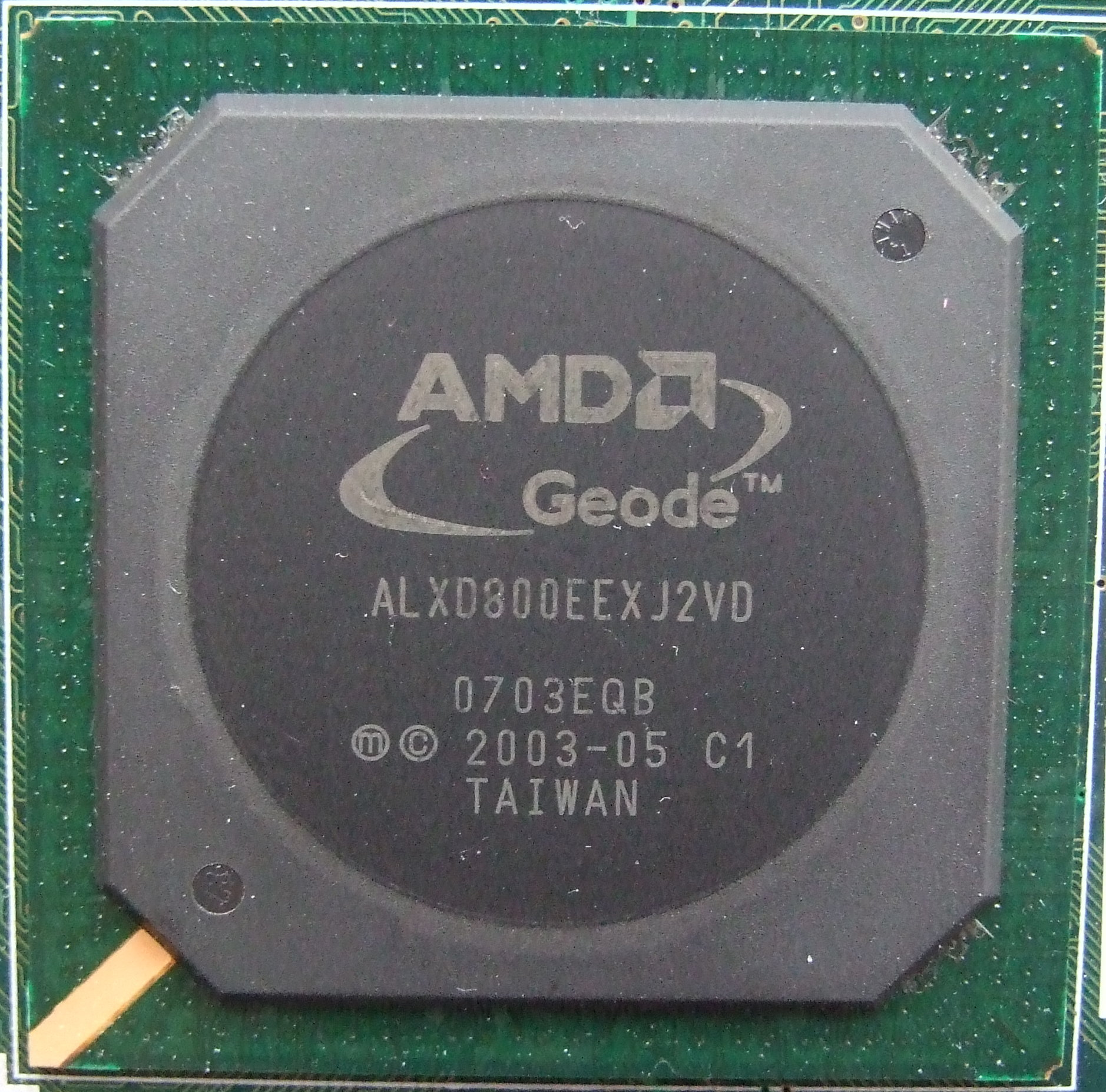
AMD Geode je systém na čipu kompatibilní s x86.

Systém na čipu (anglicky system on chip, zkratkou SoC) je integrovaný obvod, který zahrnuje všechny součásti počítače nebo jiného elektronického systému do jediného čipu. Může zahrnovat digitální, analogové a smíšené obvody, a často také rádiové obvody - vše na jednom čipu. Tyto systémy jsou velmi časté v mobilní elektronice díky jejich malé spotřebě energie. Typické využití je v oblasti vestavěných systémů.